# Мірі
Мірі (малай. Miri, джаві: ميري‎‎, кит.: 美里) — місто в Малайзії, у штаті Саравак, на острові Борнео. Адміністративний центр округу Мірі.

## Історія
Виникнення міста пов'язане з відкриттям у цьому районі родовищ нафти в 1910 року. Завдяки доходам від видобутку нафти місто почало швидко розвиватися — до початку 1920-х років в ньому налічувалося вже понад 40 магазинів, одна англійська і одна китайська школи. В 1929 році Мірі став адміністративним центром району Барам. Найбільший розквіт нафтової галузі припав на 1930-ті роки. Незабаром запаси сировини почали виснажуватися, проте були знайдені нові нафтові поля; в 1965 році тут добували по 95 000 барелів в день. Малайська нафтовидобувна компанія «Патронус» побудувала спеціальний порт для вивозу видобутих вуглеводнів в містечку Лутонг (нині — передмістя Мірі) .
Новий етап в розвитку міста припав на 1980-ті — початок 90-х років: були побудовані нові міські райони, готелі, торгові комплекси. Також в цей час почався підйом туристичної індустрії.

## Географія
Місто Мірі розташоване на алювіальній рівнині річки Барам на західному березі північно-східної частини штату Саравак на острові Борнео. Місцева назва річки Барам — Мірі. Місто розташоване переважно на лівому березі гирла річки, яка впадає в Південнокитайське море. І лише кілька розкиданих житлових кварталів, гольф-клуб і невелика злітно-посадкова смуга, розташовані на правому березі, на півострові Роуд. Через місто з півдня на північ проходить автострада AH150 (малай. Pan Borneo), яка починається в південно-західній частині штату Саравак у поселенні Сематан, тягнеться вздовж берега моря, після міста Мірі перетинає Бруней і закінчується у місті Тавау.

### Погода
Мірі розташоване в екваторіальному кліматичному поясі. Тут присутні два мусонних сезони: південно-західний мусон — сухий сезон з квітня по вересень, і північно-східний мусон — сезон дощів з жовтня по березень. Річна кількість опадів становить від 250 до 380 см. Температура повітря коливається між 23 та 32 °C, цілий рік. Але в рідкісних випадках температура може опускатися до 18 — 16 °C особливо в листопаді, грудні і січні. Найнижча коли-небудь зареєстрована температура була в грудні 2010 року, вона опустилася до 11 °C.
| Клімат Мірі (1971-2000, і в екстремальні 1940-1999) | Клімат Мірі (1971-2000, і в екстремальні 1940-1999) | Клімат Мірі (1971-2000, і в екстремальні 1940-1999) | Клімат Мірі (1971-2000, і в екстремальні 1940-1999) | Клімат Мірі (1971-2000, і в екстремальні 1940-1999) | Клімат Мірі (1971-2000, і в екстремальні 1940-1999) | Клімат Мірі (1971-2000, і в екстремальні 1940-1999) | Клімат Мірі (1971-2000, і в екстремальні 1940-1999) | Клімат Мірі (1971-2000, і в екстремальні 1940-1999) | Клімат Мірі (1971-2000, і в екстремальні 1940-1999) | Клімат Мірі (1971-2000, і в екстремальні 1940-1999) | Клімат Мірі (1971-2000, і в екстремальні 1940-1999) | Клімат Мірі (1971-2000, і в екстремальні 1940-1999) | Клімат Мірі (1971-2000, і в екстремальні 1940-1999) |
| Показник                                            | Січ.                                                | Лют.                                                | Бер.                                                | Квіт.                                               | Трав.                                               | Черв.                                               | Лип.                                                | Серп.                                               | Вер.                                                | Жовт.                                               | Лист.                                               | Груд.                                               | Рік                                                 |
| Абсолютний максимум, °C                             | 33,3                                                | 33,9                                                | 35,4                                                | 35,5                                                | 35,2                                                | 34,4                                                | 35,0                                                | 34,4                                                | 34,1                                                | 34,4                                                | 33,9                                                | 33,9                                                | 35,5                                                |
| Середній максимум, °C                               | 29,9                                                | 30,2                                                | 30,9                                                | 31,3                                                | 31,6                                                | 31,5                                                | 31,2                                                | 31,3                                                | 31,0                                                | 30,7                                                | 30,5                                                | 30,3                                                | 30,9                                                |
| Середній мінімум, °C                                | 23,1                                                | 23,2                                                | 23,5                                                | 23,8                                                | 23,9                                                | 23,6                                                | 23,3                                                | 23,4                                                | 23,4                                                | 23,4                                                | 23,3                                                | 23,3                                                | 23,4                                                |
| Абсолютний мінімум, °C                              | 20,6                                                | 19,4                                                | 21,1                                                | 20,6                                                | 21,7                                                | 20,6                                                | 21,1                                                | 21,1                                                | 21,7                                                | 21,1                                                | 22,2                                                | 20,0                                                | 19,4                                                |
| Середня кількість сонячних годин на місяць          | 170,3                                               | 172,1                                               | 201,8                                               | 216,5                                               | 220,0                                               | 205,6                                               | 213,3                                               | 202,3                                               | 184,6                                               | 184,4                                               | 189,0                                               | 185,4                                               | 2345,3                                              |
| Норма опадів, мм                                    | 240.5                                               | 160.5                                               | 134.4                                               | 177.9                                               | 193.7                                               | 204.9                                               | 179.4                                               | 210.9                                               | 249.5                                               | 317.2                                               | 295.5                                               | 349.2                                               | 2713.6                                              |
| Днів з дощем                                        | 14                                                  | 10                                                  | 9                                                   | 12                                                  | 13                                                  | 12                                                  | 11                                                  | 12                                                  | 14                                                  | 17                                                  | 17                                                  | 18                                                  | 159                                                 |
| Вологість повітря, %                                | 76                                                  | 78                                                  | 77                                                  | 74                                                  | 74                                                  | 73                                                  | 72                                                  | 73                                                  | 73                                                  | 75                                                  | 76                                                  | 76                                                  | 75                                                  |
| --------------------------------------------------- | --------------------------------------------------- | --------------------------------------------------- | --------------------------------------------------- | --------------------------------------------------- | --------------------------------------------------- | --------------------------------------------------- | --------------------------------------------------- | --------------------------------------------------- | --------------------------------------------------- | --------------------------------------------------- | --------------------------------------------------- | --------------------------------------------------- | --------------------------------------------------- |
| Джерело: Всесвітня метеорологічна організація       |                                                     |                                                     |                                                     |                                                     |                                                     |                                                     |                                                     |                                                     |                                                     |                                                     |                                                     |                                                     |                                                     |

## Галерея

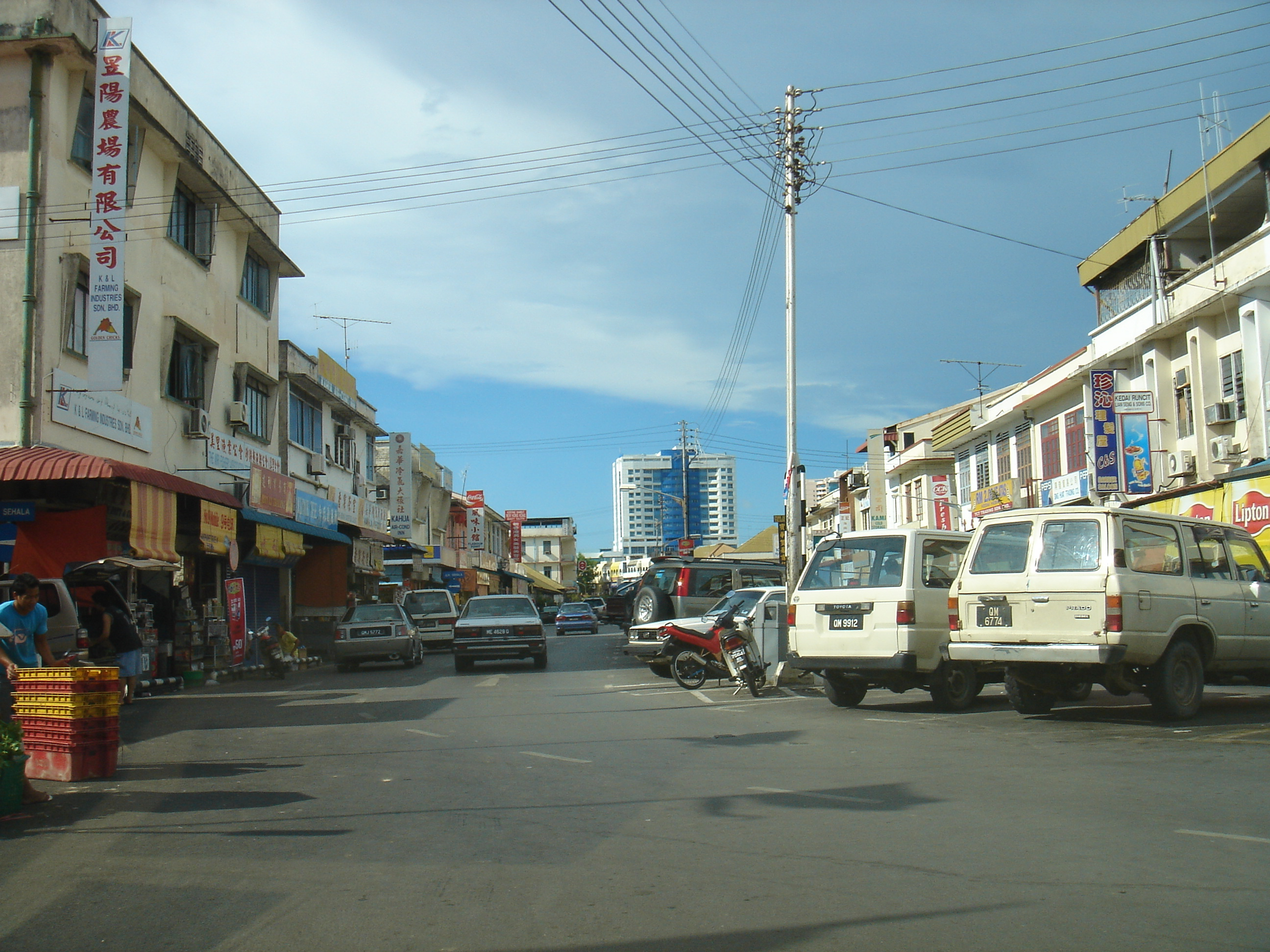
Одна з вулиць Мірі
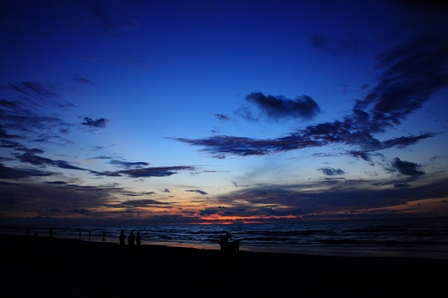
Міський пляж в надвечір'я
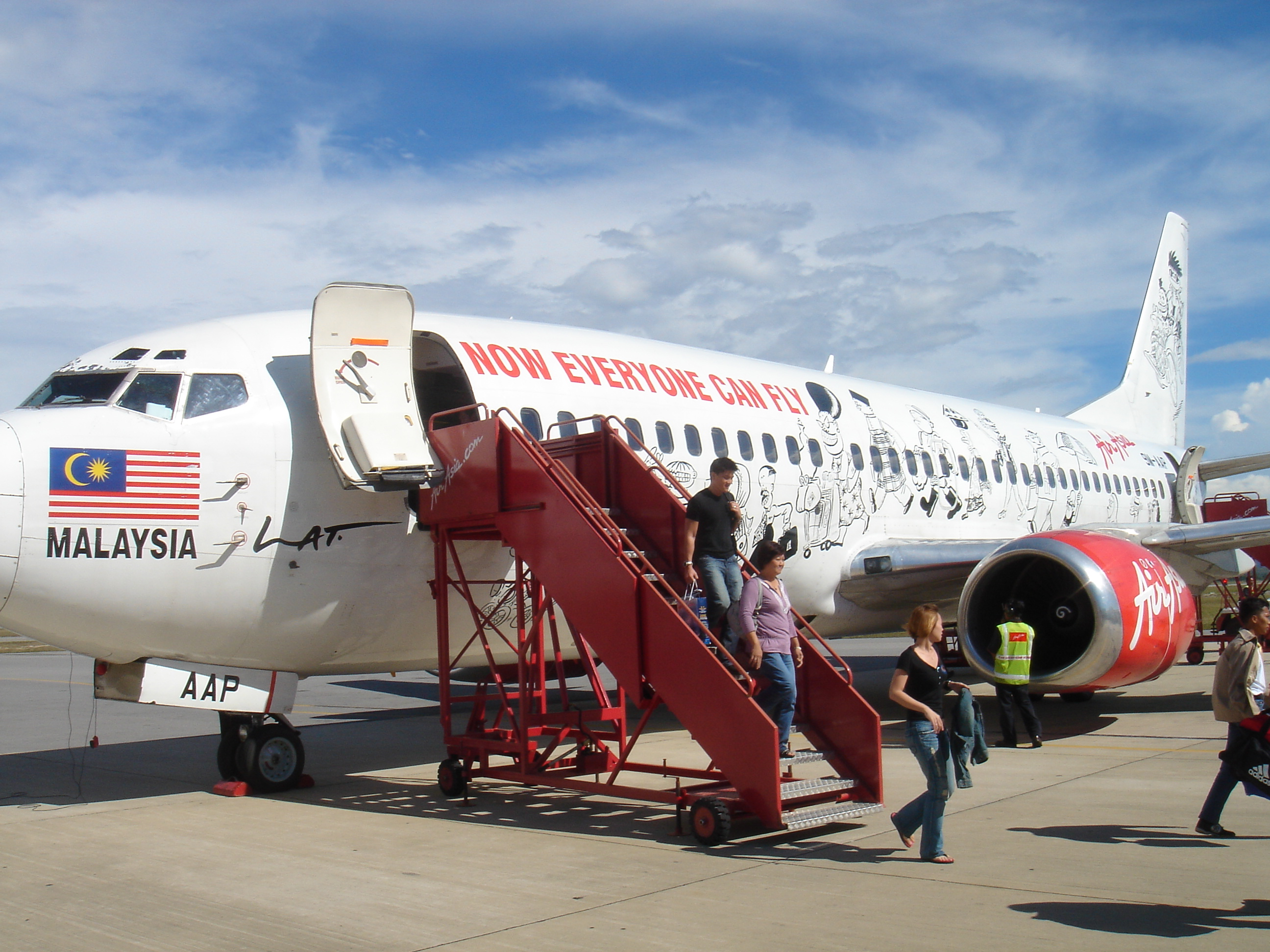
В аеропорту Мірі

## Міста-партнери
Мірі має два міста-партнери:
- Ґуанґнінґ, Китай[6]
- Гуалянь, Тайвань[7][8]